# Собоцин
Собоцин (пол. Sobocin) — село в Польщі, у гміні Ґодзеші-Великі Каліського повіту Великопольського воєводства.
У 1975—1998 роках село належало до Каліського воєводства.